# Bar, Corrèze
Bar är en kommun i departementet Corrèze i regionen Nouvelle-Aquitaine i de centrala delarna av Frankrike. Kommunen ligger  i kantonen Corrèze som tillhör arrondissementet Tulle. År 2022 hade Bar 307 invånare.

## Befolkningsutveckling
Antalet invånare i kommunen Bar
Referens:INSEE